# Rhopalopsyllus australis
Rhopalopsyllus australis är en loppart som först beskrevs av Rothschild 1904.  Rhopalopsyllus australis ingår i släktet Rhopalopsyllus och familjen Rhopalopsyllidae.

## Underarter
Arten delas in i följande underarter:
- R. a. australis
- R. a. mesus
- R. a. tamoyus
- R. a. tupiniquinus
- R. a. tupinus